# Leucauge undulata
Leucauge undulata este o specie de păianjeni din genul Leucauge, familia Tetragnathidae. A fost descrisă pentru prima dată de Vinson, 1863. Conform Catalogue of Life specia Leucauge undulata nu are subspecii cunoscute.